# Letyčivský rajón
Letyčivský rajón (ukrajinsky Летичівський район) byl rajón v Chmelnycké oblasti na Ukrajině. Hlavním městem byl Letyčiv a rajón měl přibližně 27 tisíc obyvatel. 

## Sídla v rajónu
- Letyčiv
- Medžybiž